# Philicus trifasciatus
Philicus trifasciatus är en skalbaggsart som först beskrevs av Aurivillius 1927.  Philicus trifasciatus ingår i släktet Philicus och familjen långhorningar.
Artens utbredningsområde är Filippinerna. Inga underarter finns listade i Catalogue of Life.